# Traitement du combustible nucléaire usé
Pour un article plus général, voir Gestion des déchets radioactifs.

Schéma simplifié du cycle du combustible nucléaire. Le traitement est représené par la partie gauche du schéma.

Le traitement du combustible nucléaire usé (anciennement retraitement des combustibles usés) regroupe plusieurs procédés mécaniques et chimiques de traitement du combustible nucléaire après utilisation en réacteur, visant à séparer des éléments potentiellement réutilisables tels que l'uranium et le plutonium, mais également les « actinides mineurs », des produits de fission contenus dans le combustible nucléaire irradié. Le traitement du combustible usé est l'une des étapes du cycle du combustible nucléaire.
Historiquement, les premières techniques de traitement ont été développées pour obtenir le plutonium nécessaire pour la fabrication des armes nucléaires. Depuis la fin du XXe siècle, le traitement du combustible usé est utilisé par l'industrie nucléaire civile de certains pays afin de limiter les déchets en réutilisant une partie du combustible usé par séparation de l'uranium de retraitement (URT), qui peut être ré-enrichi afin de fabriquer du combustible neuf, et du plutonium qui peut être réutilisé dans un mélange d'oxyde d'uranium et de plutonium, le MOX utilisable comme combustible dans certains réacteurs électrogènes.
Actuellement, lors du traitement de combustible usé, les assemblages combustibles sont cisaillés et les morceaux obtenus dissouts dans l'acide nitrique. Les constituants métalliques (gaines, structures…) sont conditionnés comme déchets radioactifs de moyenne activité à vie longue (déchets MAVL) tandis que les produits de fission et certains actinides sont traités et conditionnés pour devenir des déchets de haute activité et à vie longue (déchets HAVL). En France, selon le HCTISN, les quantités de plutonium recyclées sont inférieures à 1 % des déchets des centrales atomiques, ce qui permet d'économiser environ 10 % d'uranium. 
À plus long terme, le recyclage pourrait être plus complet grâce au développement d'une filière réacteurs à neutrons rapides. Des programmes de recherche et des irradiations expérimentales sont aussi menés pour développer le traitement des actinides mineurs.

## Objectifs du traitement
L'objectif du traitement du combustible nucléaire usé est d'en recycler les composants principaux afin de boucler le cycle du combustible nucléaire. Ce traitement permet de limiter les déchets en réutilisant 96 % du combustible usé : l'uranium et le plutonium.
L’uranium extrait du combustible usé peut être ré-enrichi. Le plutonium est recyclé sous la forme du combustible MOX. Ce combustible est employé dans le tiers des réacteurs du parc nucléaire français, et produit environ 10 % de l'électricité du pays. Dans les réacteurs actuels, le combustible ne peut être recyclé efficacement qu’une seule fois. Après cette seconde vie, il est entreposé en piscine dans l’attente de nouveaux recyclages, réalisables dans une nouvelle génération de réacteurs : les réacteurs à neutrons rapides, dits de  « 4e génération ».

## Procédés chimiques de traitement
- le procédé PUREX

Le procédé chimique PUREX (Plutonium and Uranium Refining by EXtraction) actuellement utilisé permet de séparer le plutonium et l'uranium indépendamment l'un de l'autre des actinides mineurs et des produits de fission par une méthode d'extraction liquide-liquide.
- les autres procédés

D'autres procédés sont en cours de développement : des procédés en voie aqueuse (UREX, TRUEX, DIAMEX, SANEX, UNEX, THOREX, GANEX) ainsi que des procédés pyrométallurgiques.

## Capacité mondiale de traitement du combustible usé
Capacité mondiale de traitement du combustible usé en 2017 :
- combustible de réacteurs à eau légère : 
  - États-Unis, usine de retraitement de West Valley (arrêtée depuis 1972),
  - France, usine de retraitement de la Hague : 1 700 tonnes par an,
  - Royaume-Uni, Sellafield (THORP) (autrefois appelée Windscale) : 600 tonnes par an,
  - Russie, Ozersk (Complexe nucléaire Maïak) : 400 tonnes par an,
  - Japon (Usine nucléaire de Rokkasho) : en construction depuis 1993,
  - total (environ) : 2 700 tonnes par an ;
- autres combustibles nucléaires : 
  - Royaume-Uni, Sellafield : 1 500 tonnes par an,
  - Inde (Tarapur) : environ 200 tonnes par an[6],
  - total (environ) : 1 700 tonnes par an,
- total des capacités : 4 400 tonnes par an.

En 2007, une usine de traitement du plutonium militaire russe était en projet aux États-Unis. Le Brésil et l'Argentine ont aussi annoncé en 2008 un projet de retraitement d'uranium, dans le cadre d'un accord commun. En 2011, la catastrophe de Fukushima met un terme à ces projets.
Orano a signé le 9 janvier 2018, lors de la visite officielle d’Emmanuel Macron en Chine, un protocole d’accord commercial avec CNNC pour la construction d’une usine de retraitement de déchets nucléaires dans le pays. L’usine, qui ne sera pas opérationnelle avant 2030, devrait pouvoir retraiter 800 tonnes de combustible par an. Les deux parties prévoient la signature du contrat définitif avant la fin 2018. En juin 2018, Orano a signé avec CNNC un accord pour la réalisation des travaux préparatoires de l’usine de traitement et recyclage des combustibles usés.

## Recyclage du plutonium: combustible MOX
Le combustible MOX (« Mélange d'OXydes ») est un mélange d’oxyde d’uranium (environ 93 %) et d’oxyde de plutonium (environ 7 %) issu du retraitement ; un réacteur qui fonctionne avec 30 % de combustible MOX consomme autant de plutonium qu’il en produit ; il contribue ainsi à la stabilisation des stocks de matières nucléaires et permet des économies d'enrichissement. Le combustible MOX est utilisé depuis plus de 40 ans dans des réacteurs à eau légère : depuis 1972 en Allemagne, 1984 en Suisse, 1987 en France, 1995 en Belgique et 2009 au Japon. En 2017, une trentaine de réacteurs européens fonctionnent en partie avec du combustible MOX et sont dits « MOXés ». En France, EDF utilisait en 2013 du combustible MOX dans 22 réacteurs techniquement adaptés pour recevoir ce type de combustible sur les 58 réacteurs du parc nucléaire français, et 2 réacteurs supplémentaires ont reçu en 2014 une autorisation pour utiliser du MOX. Au Japon, l’utilisation du combustible MOX avait débuté en 2009, date à laquelle il était prévu de charger 16 à 18 réacteurs avec ce type de combustible ; en juillet 2017, 3 des 5 réacteurs japonais remis en service après l'accident de Fukushima Daiichi sont MOXés.

## Risques de prolifération
Le traitement du combustible nucléaire usé conduit à isoler le plutonium (et l'uranium) des autres actinides. Les États-Unis considèrent que ce procédé — intitulé séparation PUREX — comporte un risque de prolifération nucléaire.
Outre les risques de vol ou trafic de matière fissile, ou d'accident durant le transport des déchets à retraiter, le traitement lui-même comporte les risques liés à la manipulation de matériaux radioactifs et toxiques.

### Accidents majeurs
Le 19 avril 2005, 83 000 litres de matière radioactive ont été découverts dans une enceinte en béton armé de l’usine de traitement Thorp de Sellafield (Royaume-Uni), qui faisait suite à une rupture de canalisation non détectée durant plusieurs mois. 200 kg de plutonium en solution dans l'acide nitrique s'étaient écoulés le long d'une cuve et accumulés dans une lèchefrite, avec un risque d'accident de criticité. L'enquête a conclu que l'uranium et le plutonium s'étaient ainsi écoulés environ 9 mois au sol puis dans le puisard. Un rapport de 28 pages a été publié et mis en ligne, concluant l'enquête demandée par l'autorité de sûreté britannique (HSE/ND, devenue depuis Office for Nuclear Regulation - ONR). L'entreprise, poursuivie pour non-respect de trois autorisations concernant respectivement la « sûreté, les mécanismes, appareils et circuits », les « instructions opératoires » et les « fuites et pertes de matériaux radioactifs ou de déchets radioactifs » a dû payer 500 000 £ d'amendes plus environ 68 000 £ de frais de procédures. Environ 19 tonnes d’uranium et 160 kilogrammes de plutonium (sur 200 kg selon l'IRSN) dissous dans de l’acide nitrique ont été récupérés par pompage dans le puisard du réservoir hors de l’usine désormais fermée de Thorp. Selon l'IRSN, c'est un « excès de confiance dans la conception de l’usine » et « une culture de sûreté insuffisante » qui seraient à l’origine de ces défaillances. L'accident a été classé au « niveau 3 » sur l'échelle INES. L'usine jumelle de la Hague (France) a modifié ses procédures pour éviter ce type d'accident.

## Rentabilité économique
Aux États-Unis, l'Usine de retraitement de West Valley est arrêtée en 1980 car les modifications imposées par les normes en vigueur sont alors considérées comme économiquement non rentables.

## Opposition au traitement

### En France
Selon le réseau Sortir du nucléaire, le traitement du combustible nucléaire usé engendre des transports de déchets nucléaires supplémentaires qui dégageraient de la radioactivité et de la chaleur, ce qui comporterait des risques d'accidents nucléaires et de contamination radioactive.
De plus, les matières radioactives issues du retraitement ne sont pas toutes réutilisées, et auraient une valeur comptable zéro et une valeur marchande négative, selon Mycle Schneider, consultant international et membre de l'IPFM.
- L'uranium de retraitement possède une composition isotopique complexe, avec en particulier la présence d'uranium 234, qui rend son enrichissement plus difficile. Actuellement les deux tiers de l'uranium de retraitement sont stockés et ne sont pas réutilisés.
- L'utilisation du plutonium dans le combustible MOX n'est possible que dans des réacteurs adaptés : une trentaine en Europe en 2017[9] et présente des risques accrus[réf. nécessaire]. Areva a déjà retraité plus de 70 tonnes de MOX usé dans ses usines de La Hague, mais stocke le reste dans l'attente de leur recyclage dans les futurs réacteurs à neutrons rapides[16]. En 2016, le stock de plutonium français non utilisé s'élevait à 54 tonnes[17].

Enfin, en accord avec les normes de rejet en vigueur, l'usine de traitement (ex : usine de La Hague) rejette des effluents de faible et moyenne activité en petite quantité dans la mer ou l'atmosphère (voir OSPAR).

### En Allemagne
À la fin des années 1980, le projet d'usine de retraitement de Wackersdorf est abandonné en raison d'une forte opposition locale et nationale au retraitement de l'uranium.